# 上古卷轴V：天际·黎明守卫
《上古卷轴V：天际·黎明守卫》是《上古卷轴V: 天际》的第一个官方追加下载内容（DLC）。这个游戏是由贝塞斯达游戏工作室开发设计和贝塞斯达软件公司发行的。该游戏在2012年6月26日首次发布于微软的Xbox 360平台上。同日发布的《黎明守卫》是英语版本。在同年七月中旬，相继发布了法语，德语，意大利语和西班牙语的版本。在2012年8月2日，发布了在Windows系统的Steam平台的PC版本。由于性能上的问题，在PlayStation 3上的《黎明守卫》版本被无限期的跳票， 同时贝塞斯达软件公司解释《天际》的资料篇将无法在这种家用机平台进行发布。不过贝塞斯达软件公司在2013年2月，将会把三个版本的资料篇发布在PlayStation 3家用机。
《黎明守卫》这款DLC是围绕着一个古老的预言中提及到的上古卷轴找寻开始的。黎明守卫则是一个专门狩猎吸血鬼的组织。而吸血鬼的领主哈孔想借助玩家来对抗黎明守卫这个组织，同时还希望通过玩家找到的三个上古卷轴，找到可以永久遮蔽阳光的方法。而在游戏中，玩家可以选择与黎明守卫并肩作战，或者在哈孔麾下效力。故事的发展完全取决于玩家的选择。